# Heyuannia
A Heyuannia a hüllők (Reptilia) osztályának dinoszauruszok csoportjába, ezen belül a hüllőmedencéjűek (Saurischia) rendjébe, a Theropoda alrendjébe és az Oviraptoridae családjába tartozó nem.

## Rendszerezés
A nembe az alábbi 2 faj tartozik:
- Heyuannia huangi Lü, 2002 - típusfaj
- Heyuannia yanshini (Barsbold, 1981)

## Fordítás
Ez a szócikk részben vagy egészben  a   Heyuannia című angol Wikipédia-szócikk ezen változatának fordításán alapul.  Az eredeti cikk szerkesztőit annak laptörténete sorolja fel. Ez a jelzés csupán a megfogalmazás eredetét és a szerzői jogokat jelzi, nem szolgál a cikkben szereplő információk forrásmegjelöléseként.